# Lygromma gasnieri
Lygromma gasnieri är en spindelart som beskrevs av Antonio D. Brescovit och Hubert Höfer 1993. Lygromma gasnieri ingår i släktet Lygromma och familjen Prodidomidae. Inga underarter finns listade i Catalogue of Life.